# 2008–2009-es izraeli labdarúgó-bajnokság (első osztály)
A 2008–2009-es izraeli labdarúgó-bajnokság első osztályának – avagy hivatalos nevén: Ligat háAl – küzdelmei 2008. augusztus 30-án indultak, és 2009. június 1-én értek véget. A címvédő a Bétár Jerusálajim volt, amely az előző szezonban nyerte meg a hatodik bajnoki címét.
Két csapat jutott fel a másodosztályból az előző idény végén: a Hakóah Amídár Ramat Gan és a Makkabi Petah Tikvá. A kiesők a Hapóél Kfar Szabá és a Makkabi Herclíjá voltak.
2008. augusztus 24-én az Izraeli labdarúgó-szövetség adminisztrációs gyűlésén arról döntöttek, hogy a következő szezontól 16 csapatosra növelik a bajnokságot. A döntés miatt egyenes ágon csak egy csapat fog kiesni a másodosztályba, onnan pedig öt jut fel. Az élvonalban 11. helyezett csapat osztályozót játszik a másodosztály hatodikjával.
Az idény végén a Makkabi Haifa bebiztosította története 11. bajnoki címét, miután 2009. május 23-án idegenben 2–0-ra legyőzte a Makkabi Netánjá csapatát.

## Tabella
A bajnokság három szakaszból állt. Az első két részben minden csapat megmérkőzött az összes többivel hazai pályán és idegenben is, így minden csapat összesen 22 mérkőzést játszottak az alapszakaszban. A bajnokság harmadik részében minden csapat egyszer mérkőzött meg a többivel, így 33 találkozót játszottak a szezon során.
| #   | Csapat                | M  | GY | D  | V  | G+ – G– | GK  | P  | Megjegyzések                                      |
| --- | --------------------- | -- | -- | -- | -- | ------- | --- | -- | ------------------------------------------------- |
| 1.  | Makkabi Haifa         | 33 | 19 | 10 | 4  | 49–24   | +25 | 67 | 2009–2010-es UEFA-bajnokok ligája 2. selejtezőkör |
| 2.  | Hapóél Tel-Aviv       | 33 | 17 | 10 | 6  | 49–28   | +21 | 61 | 2009–2010-es Európa-liga 3. selejtezőkör          |
| 3.  | Bétár Jerusálajim1, 2 | 33 | 16 | 12 | 5  | 47–28   | +19 | 57 |                                                   |
| 4.  | Makkabi Netánjá       | 33 | 14 | 12 | 7  | 40–32   | +8  | 54 | 2009–2010-es Európa-liga 2. selejtezőkör3         |
| 5.  | Bné Jehúdá            | 33 | 14 | 7  | 12 | 38–31   | +7  | 49 | 2009–2010-es Európa-liga 1. selejtezőkör3         |
| 6.  | Makkabi Tel-Aviv      | 33 | 11 | 11 | 11 | 36–35   | +1  | 44 |                                                   |
| 7.  | Makkabi Petah Tikvá   | 33 | 8  | 15 | 10 | 26–33   | −7  | 39 |                                                   |
| 8.  | Asdód                 | 33 | 10 | 8  | 15 | 41–47   | −6  | 38 |                                                   |
| 9.  | Bné Szakhnín          | 33 | 7  | 12 | 14 | 26–41   | −15 | 33 |                                                   |
| 10. | Hapóél Petah Tikvá    | 33 | 8  | 7  | 18 | 30–42   | −12 | 31 |                                                   |
| 11. | Hakóah Ramat Gan      | 33 | 6  | 11 | 16 | 26–46   | −20 | 29 | Osztályozó                                        |
| 12. | Íróní Kirjat Smóná    | 33 | 6  | 9  | 18 | 24–44   | −20 | 27 | Kiesés a másodosztályba                           |

Forrás: Izraeli Labdarúgó-szövetség 
A rangsorolás alapszabályai: 1. összpontszám, 2. egymás elleni eredmények összpontszáma, 3. gólkülönbség, 4. szerzett gólok száma.
(B): Bajnokcsapat, (K): Kieső csapat, (F): Feljutó csapat, (I): Kupainduló, (R): A rájátszás győztese, (KGY): Kupagyőztes

## Osztályozó
A 11. helyezett Hakóah Ramat Gan és a másodosztályban 6. Makkabi Ahí Názáret játszik egymással oda-visszavágós rendszerű osztályozót. A 	Hakóah Ramat Gan mindkét mérkőzést elveszeítette, így kiesett a másodosztályba.
| 2009. június 2. 20:30 (CEST) | Makkabi Ahí Názáret   | 2 – 1 | Hakóah Ramat Gan | Illít |
| 2009. június 2. 20:30 (CEST) | (1 – 1) (Jegyzőkönyv) |       |                  | Illít |

| 2009. június 6. 19:00 (CEST) | Hakóah Ramat Gan      | 1 – 2 | Makkabi AhÍ Názáret | Ramat Gan |
| 2009. június 6. 19:00 (CEST) | (1 – 0) (Jegyzőkönyv) |       |                     | Ramat Gan |

## A góllövőlista élmezőnye
| Gól | Név                 | Csapat             |
| --- | ------------------- | ------------------ |
| 14  | Bárák Jichákí       | Bétár Jerusálajim  |
| 14  | Simón Abuhacírá     | Hapóél Petah Tikvá |
| 14  | Elírán Átár         | Bné Jehúdá         |
| 13  | Sámúél Jevóá        | Hapóél Tel-Aviv    |
| 11  | Dimitar Makriev     | Asdód              |
| 11  | Thembinkosi Fanteni | Makkabi Haifa      |
| 10  | David Revivo        | Asdód              |
| 10  | Pedro Galván        | Bné Jehúdá         |
| 9   | Máór Búzagló        | Makkabi Tel-Aviv   |
| 9   | Líór Ráfáélóv       | Makkabi Haifa      |

## Külső hivatkozások
- Eredmények az rsssf.com-on (angolul)